# 34205 Mizerak
34205 Mizerak è un asteroide della fascia principale. Scoperto nel 2000, presenta un'orbita caratterizzata da un semiasse maggiore pari a 2,3535389 au e da un'eccentricità di 0,1650101, inclinata di 4,63212° rispetto all'eclittica.